# Сабін-Гус Юрій Давидович
Юрій Давидович Сабін-Гус (Сабінін) (5 травня 1882, Тбілісі — 8 березня 1958, Донецьк) — оперний співак-бас. Народний артист УРСР з 1949 року.

## Біографія
Народився в Тбілісі. Закінчив 1917 року Харківський університет. Співу навчався приватно.
В 1917-25 — соліст Тбіліської опери, 1925-27 — Бакинської, соліст Луганської, 1927-33 — Сімферопольської та Дніпропетровської опери (1933—1940), 1941—1958 роки — у Донецькому театрі опери та балету.
Виконував партії: Виборного («Наталка-Полтавка» М. Лисенка), Вакуленчука («Броненосець Потьомкін» О. Чишка), Кочубея («Мазепа» П. Чайковського), Мефістофеля («Фавст» Ш. Ф. Гуно) та ін.